# Elachertus lasiodermae
Elachertus lasiodermae är en stekelart som beskrevs av Karl-Johan Hedqvist 1977. Elachertus lasiodermae ingår i släktet Elachertus och familjen finglanssteklar. Inga underarter finns listade i Catalogue of Life.